# Viggiano
Viggiano é uma comuna italiana da região da Basilicata, província de Potenza, com cerca de 3.148 habitantes. Estende-se por uma área de 89,03 km², tendo uma densidade populacional de 36 hab/km². Faz fronteira com Calvello, Corleto Perticara, Grumento Nova, Laurenzana, Marsicovetere, Montemurro.

## Tradição Musical
| “ | Tenho a harpa no pescoço, sou Viggianesi - toda a Terra é o meu país | ” |
|   | — Pietro Paolo Parzanese.                                            |   |

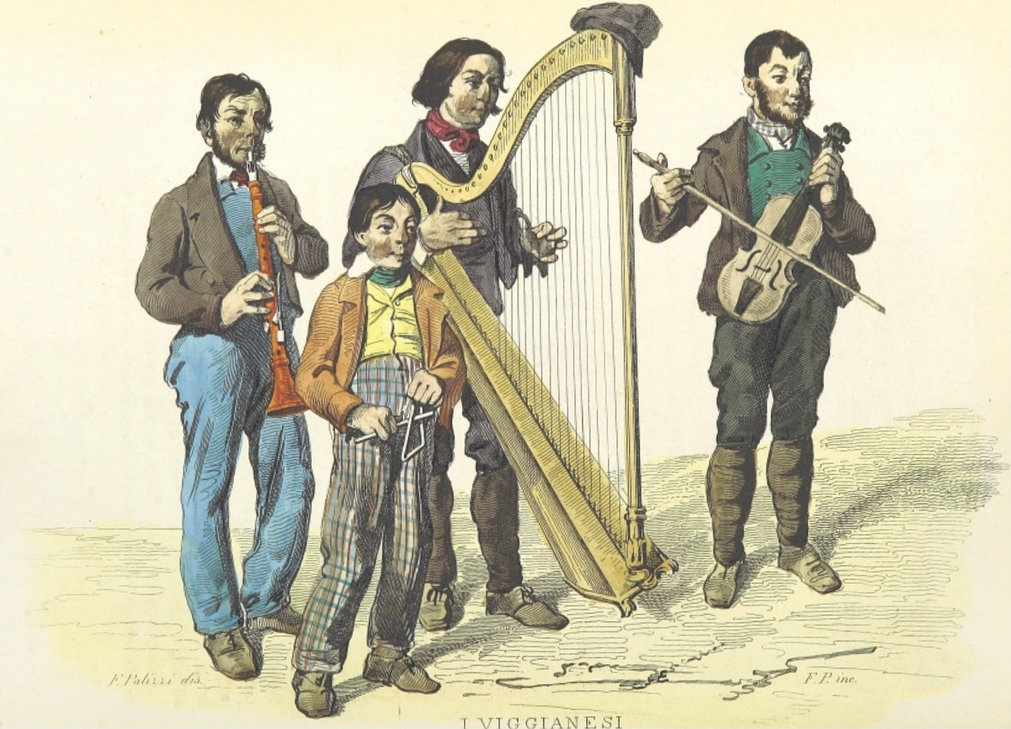
O Viggianesi

Viggiano tem uma longa tradição musical desde a época do Reino de Nápoles. Muitos viggianesi aprenderam a tocar um instrumento desde pequenos (principalmente harpa, violino, flauta) e partiram ao redor do mundo em busca de uma redenção social que lhes permitisse acumular uma herança respeitável e que, ao voltar para casa, permitiu uma vida digna para ele e sua família. A maioria dos que permaneceram fora das fronteiras nacionais conseguiu posições importantes em várias orquestras em todo o mundo. 

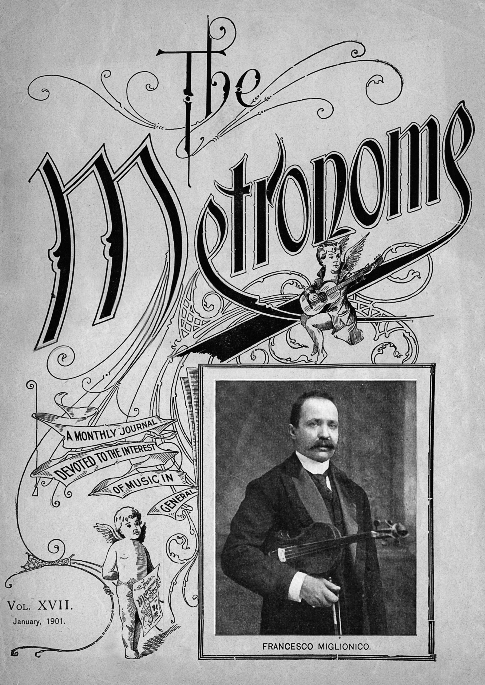
Violinista Francesco Miglionico tocando no Metropolitan

A figura do músico errante de Viggiana é considerada uma das inspirações do romance Sans Famille de Hector Malot (do qual foi inspiração para várias obras), em que o protagonista Remi foi inspirado em um tocador de harpa da região.
Giuseppe Antonini coletou depoimentos sobre a presença de harpistas já na primeira metade do século XVIII. Vincenzo Bellizia, de Viggiano, considerado pelo contemporâneo Francesco De Bourcard um "fabricante de harpas muito talentoso" foi um dos primeiros artesãos a produzir harpas mecânicas no reino napolitano e, por seus méritos profissionais, recebeu uma medalha de prata de Instituto Real de Incentivo.

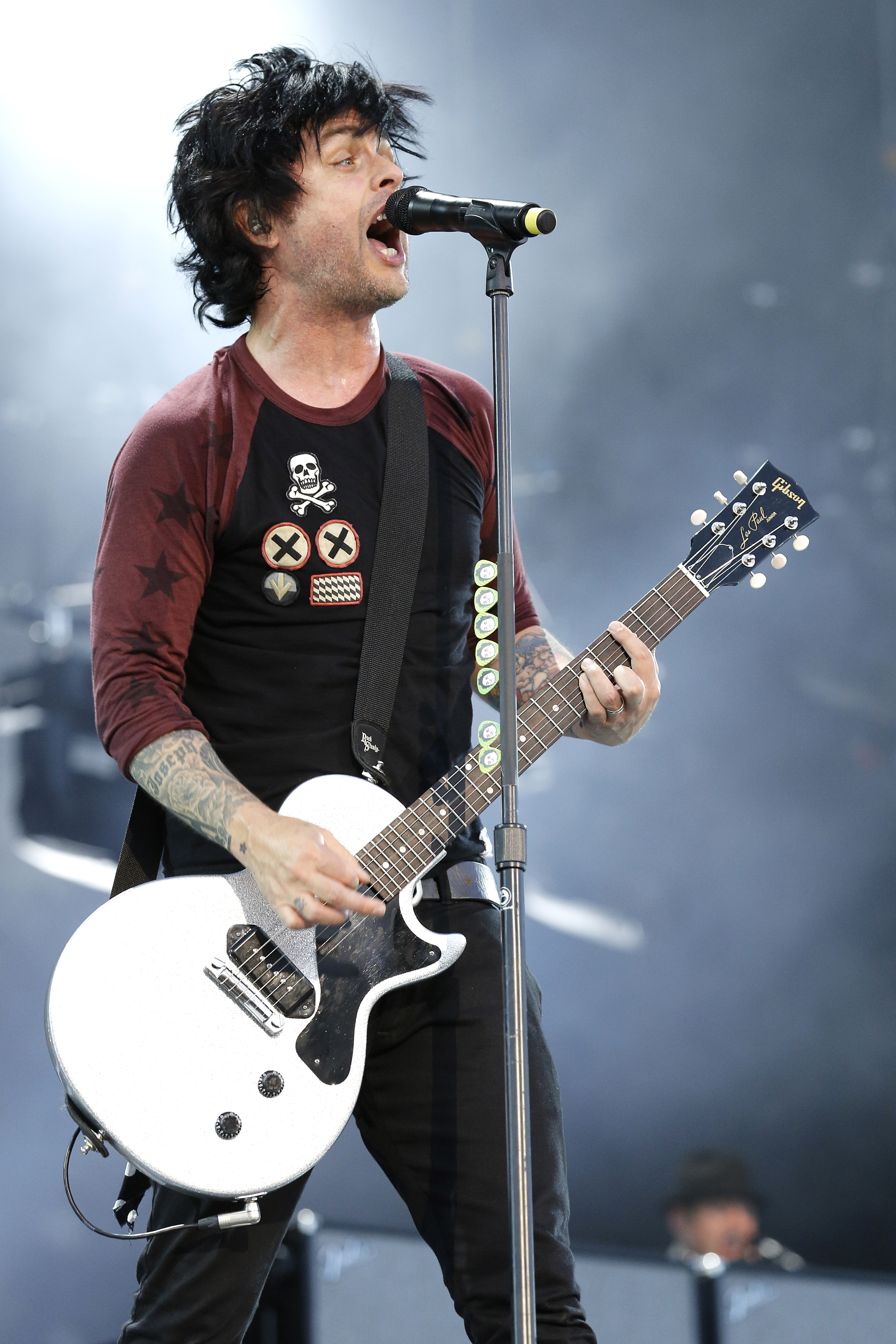
Billie Joe Armstrong, cidadão honorário de Viggiano

Os músicos viggianos, que inicialmente iam a Nápoles para a novena de Natal, começaram a passear pela península e em pequena parte no exterior e sua atividade foi elogiada por algumas personalidades do reino napolitano, como o poeta Pietro Paolo Parzanese e o jornalista Cesare Malpica. No entanto, após as revoltas revolucionárias de 1848, a atividade errante dos viggianesi sofreu um revés: os músicos foram acusados pelo governo Bourbon de propaganda e ateísmo revolucionários, que proibiam novas partidas e negavam passaportes aos candidatos.
No entanto, após as revoltas revolucionárias de 1848, a atividade errante dos viggianesi sofreu um revés: os músicos foram acusados pelo governo Bourbon de proselitismo ateísta e revolucionário, que proibiam novas saídas da cidade e negavam passaportes aos candidatos.
Após a queda do Reino das Duas Sicílias, os musicos viggianos se espalharam particularmente nas principais cidades da Europa, Estados Unidos e Austrália.  Os viggianesi Pietro Marsicano, parte da família Marsicano, uma das família que viajavam por todo o reino, e Teresa Nigro, bisavós de Billie Joe Armstrong, líder do Green Day, apareceriam entre os músicos que se estabeleceram nos Estados Unidos em meados do século XIX, e sua primeira professora de música, Marie Louise Fiatarone, também descende de uma família. originalmente do município lucaniano.

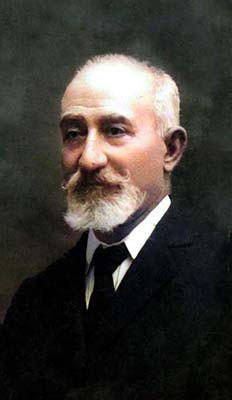
Giuseppe Croccia, músico de Viggiano erradicado no Brasil

Há registros de imigração para outros países da Europa, Estados Unidos, Brasil, Austrália, China, Índia e Cuba.
Giuseppe Croccia, avô de Mario Lago, era um desses músicos que emigraram de Viggiano, neste caso, para o Brasil.
Não obstante, sua reputação não mudou muito com a unificação da Itália, pois sua presença nas principais capitais do mundo foi vista como um ultraje à honra da pátria. Músicos lucanianos receberam acusações, reais ou algumas vezes exageradas, de exploração infantil e houve casos de prisão e expulsão por perambular e implorar, por exemplo, na Inglaterra e na França.  De acordo com as teorias lombrosianas da época (hoje consideradas infundadas), os músicos viggianos eram vistos como viciados em degeneração da ociosidade e com uma acentuada propensão a roubo, jogo e álcool, como Raniero Paulucci di Calboli tinha a dizer em sua ópera, I girovaghi italiani e i suonatori ambulanti.
Ao longo dos anos, os viggianos mudaram de músicos de rua para músicos profissionais, que tinham papéis de autoridade no cenário da música mundial. Entre eles estão Leonardo De Lorenzo, flautista de numerosas orquestras sinfônicas e professor da Eastman School of Music em Rochester; Francesco Miglionico, violinista da corte de Dom Pedro II, imperador do Brasil e diretor de algumas orquestras americanas, como a Orquestra do Miglionico" e o "Sistema da Costa Leste da Flórida", definido por um repórter do The New York Times como um dos melhores violinistas da América de seu tempo; e Nicola Reale, violinista e luthier ativa na Smithsonian Institution de Washington, que entregou um violino de sua fabricação ao presidente dos Estados Unidos Richard Nixon.
Entre os outros viggianesi que encontraram uma posição importante em nível internacional, devemos mencionar flautistas como Nicola Alberti, solista da Orquestra Sinfônica de Los Angeles; Angelo Truda, professor e 1ª flauta da Wellington Exhibition Orchestra; Domenico Lamacchia, 1ª flauta da Orquestra Tivoli Principal de Sydney; Balilla Argentieri, 1ª flauta da Orquestra Sinfônica de Nova York; Giuseppe Messina, 1ª flauta da Orquestra Sinfônica de St. Louis. Harpistas como Domenico Melillo, do Metropolitan, em Nova York; Prospero Miraglia da Ópera de Chicago e Sinfonia de Washington; Giuseppe Pizzo, da Orquestra Sinfônica de Baltimore; Saverio Truda solista da Brighton Orchestra. Violinistas como Antonio Gerardi, 1º violino da Filarmônica de Nova York; Saverio Messina, 1º violino na Sinfonia de Boston; Rocco Candela, professor no Conservatório de Paris; Francesco Ferramosca, maestro e violinista, Joanesburgo e Cidade do Cabo, África do Sul.
Giuseppe Croccia.jpg
A tradição das harpas locais vive hoje na Escola Viggianese da Harpa Popular. Ainda hoje, uma das empresas líderes mundiais na construção de harpas, a Salvi Harps, pertence a uma família histórica de origem viggiana, da qual emergiram personalidades ilustres do instrumento, como Victor Salvi, fundador da empresa, e seu irmão Alberto, harpista por 20 anos. anos no Metropolitan em Nova York e definido por Nicanor Zabaleta como "o maior harpista de todos os tempos". O documentário Alma Story (2010), dirigido por Gerardo Lamattina e com Moni Ovadia como protagonista, foi filmado na harpa viggiana. Músicos de rua viggianos estão agora expostos no berço do Museu de San Martino, em Napoles.

## Demografia
| Variação demográfica do município entre 1861 e 2011                               |
|                                                                                   |
| Fonte: Istituto Nazionale di Statistica (ISTAT) - Elaboração gráfica da Wikipedia |